# Нарциссическая травма
Нарциссическая травма и связанная с ней нарциссическая ярость — концепции психоанализа. Нарциссическая ярость или нарциссический гнев — реакции на нарциссическую травму, которая по мнению нарцисса представляет угрозу для самооценки последнего. Выражение Нарциссическая травма (или нарциссический шрам) было введено Зигмундом Фрейдом в 1920-е годы. Термин нарциссический гнев был введен Хайнцем Кохутом в 1972 году.
Нарциссическая травма возникает, когда нарцисс чувствует, что его скрытое истинное я было обнаружено. Это может быть в случае, когда нарцисса постигает очевидная неудача или его значимость поставлена под сомнение. Нарциссическая травма приводит к стрессу и может служить причиной девиантного поведения, получившего название нарциссическая ярость.
Нарциссическая ярость проявляется в широком диапазоне поведения: от демонстративного равнодушия и выражения легкого раздражения или досады до серьезных случаев агрессии, включая физические атаки и даже убийства. Нарциссическая ярость не ограничивается случаями расстройств личности и может проявляться в форме кататонического синдрома, параноидального бреда и депрессивных эпизодов . Существует мнение о двойной направленности нарциссической ярости: на кого-то другого и на самого себя.

## Исследования Зигмунда Фрейда
В 1914 году, изучая случай «человека-волка», Фрейд определил, что невроз у пациента возник в тот момент, когда он был вынужден осознать, что гонорея, которой он заразился, представляет серьезную угрозу для его здоровья. Это осознание нанесло непоправимый ущерб самооценке пациента и привело к разрушению личности . Через несколько лет в своем труде По ту сторону принципа удовольствия, анализируя проблемы детской сексуальности, Фрейд пришёл к выводу о том, что «утрата любви и другие неудачи наносят неисправимый ущерб самооценке в виде нарциссического шрама … отражающие степень презрения, которое пришлось испытать ребёнку». 

## Дальнейшие исследования
Концепция Фрейда, которую он назвал «ранней травмой самооценки или нарциссистской травмой», была впоследствии расширена в работах других ученых-психоаналитиков. В частности, Карл Абрахам видел ключ к взрослой депрессии в детском опыте утраты нарциссического подкрепления (Narcissistic supply). Отто Фенихель (Fenichel) также признавал важность нарциссической травмы в развитии депрессии и пограничного расстройства личности
Эдмунд Берглер (Bergler) подчеркивал роль детской мегаломании в развитии нарциссизма и проявлений гнева, следующих за любым ударом по самолюбию. Анни Райх подчеркивала роль стыда в развитии нарциссистского гнева, возникающего при столкновениях детского самомнения с реальностью . Последователи Жака Лакана связывали взгляды Фрейда на нарциссические травмы с теорией о воображаемом.
Теория объектных отношений связывает ярость, связанную с неудачами в зрелом возрасте, с резким прерыванием детского комплекса всемогущества.

## Работы Кохута
Хайнц Кохут посвятил проявлениям нарциссической ярости свою основополагающую статью «Мысли о нарциссизме и нарциссической ярости» (1972), в которой он противопоставил нарциссическую ярость более зрелым формам агрессии. По мнению Кохута, структура личности у нарциссов ослаблена, поэтому нарциссическая ярость не переходит в реальную уверенность в себе;. Вместо этого нарциссы склонны к сверхчувствительности к реальным или воображаемым нарциссическим травмам и последующим вспышкам нарциссической ярости.
Для Кохута нарциссический гнев связан со стремлением нарцисса к полному контролю своего окружения, включая «необходимость отмщения, исправления несправедливости и нейтрализации вреда любыми средствами». Гнев — это попытка нарцисса избавиться от пассивного ощущения виктимизации и перейти к активной роли, причиняя боль другим и, одновременно, пытаясь восстановить свою высокую самооценку, на самом деле ложную. Таким образом, гнев служит для нарцисса средством самозащиты и поддержания ощущения силы и могущества путем уничтожения того, что этому ощущению угрожает.
С другой стороны, согласно гипотезе Кохута, гнев можно рассматривать как результат позора от неудачи.

## Перфекционизм
Нарциссы часто являются псевдо-перфекционистами и стремятся быть в центре внимания. Они склонны искусственно создавать ситуации, в которых внимание окружающих будет направлено на них.
Стремление нарцисса к совершенству связано с необходимостью поддержания своей грандиозной самооценки. Если желаемое совершенство недостижимо, может возникать чувство вины, стыд, гнев или беспокойство, поскольку субъект верит, что без совершенства он (она) потеряет восхищение и любовь других людей.
Селф-психология объясняет перфекционизм нарциссов предшествующими травмами преувеличенной самооценки.

## Терапия
По мнению Адама Филлипс, лечение заключается в повторном переживании нарциссической травмы — детского опыта отчуждения от родительской опеки. Такой подход направлен на уменьшение психологического вреда от утраты чувства всемогущества под воздействием жизненных реалий.

## Критика
Широкое распространение концепции Кохута иногда приводит к её тривиализации. Невилл Симингтон указывает на то, что расхожие обывательские утверждения о собственном нарциссизме не имеют под собой оснований. По его мнению, осознание собственного нарциссизма является болезненным процессом, как правило сопряженным с отрицанием такового.

## В культуре
Считается, что проявлениями нарциссического гнева страдает главный герой классического фильма «Гражданин Кейн».